# ФК Висел Кобе
Висел Кобе (јап. ヴィッセル神戸) јапански је фудбалски клуб из Кобеа.

## Име
- ФК Кавасаки Мизушима (јап. 川崎製鉄水島サッカー部, 1966—1987)
- ФК Кавасаки (јап. 川崎製鉄サッカー部, 1988—1994)
- ФК Висел Кобе (јап. ヴィッセル神戸, 1995—)

## Успеси
Првенство
- Фудбалска лига Чугокуа: 1980, 1981, 1982, 1984, 1985.
- Џеј 1 лига: 2023, 2024.

Куп
- Царев куп: 2019, 2024.
- Суперкуп Јапана: 2020.